# Чормешаві
Чормешаві (груз. ჭორმეშავი) — село в Грузії.
За даними перепису населення 2014 року в селі проживає 3 осіб.